# Abell S1063
Abell S1063 è un ammasso di galassie situato in direzione della costellazione della Gru alla distanza di circa 3,7 miliardi di anni luce dalla Terra (light travel time). È inserito nella seconda parte dell'omonimo catalogo redatto da George Abell, denominata The Southern Survey (da cui la S) che descrive gli ammassi visibili nell'emisfero australe. Ha una classe di ricchezza 1, mentre è del tipo I-II secondo la Classificazione di Bautz-Morgan.
Lo studio di Abell S1063 rientra tra gli obiettivi del programma Hubble Frontier Fields, una campagna osservativa iniziata nel 2014, della durata di tre anni effettuata nel corso di 840 orbite, che ha l'intento di acquisire immagini dell'Universo profondo e di individuare galassie estremamente distanti sfruttando il fenomeno della lente gravitazionale. Nel programma sono già inclusi altri ammassi di galassie tra cui Abell 2744 o Ammasso di Pandora, Abell 370, MACS J0416.1-2403, MACS J0717.5+3745 e MACS J1149.5+2223.
L'osservazione di Abell S1063 ha permesso di individuare diverse galassie remote tra cui A S1063-ID11 situata a redshift z = 3,12 (light travel time 11,642 miliardi di anni luce; distanza comovente 21,517 miliardi di anni luce). L'immagine di questa piccola galassia ci appare, grazie all'effetto della lente gravitazionale di Abell S1063, amplificata e triplicata, e risalente ad un'epoca in cui l'Universo aveva solo 2 miliardi di anni dal Big Bang. Le sue dimensioni sono veramente minuscole, con un diametro di circa 400 anni luce ed una piccola massa, equivalente a 1 x 107 masse solari, ma sono evidenti i segni di iniziali fenomeni di formazione stellare. Questa galassia, come altre galassie nane, può aver contribuito al processo di reionizzazione che ha reso trasparente l'Universo a partire da 300 milioni di anni dopo il Big Bang.